# Điền kinh tại Đại hội Thể thao Đông Nam Á 1991
Điền kinh tại Đại hội Thể thao Đông Nam Á năm 1991 được tổ chức tại Rizal Memorial Stadium, Manila, Philippines, từ 24 tháng 11 đến 5 tháng 12 năm 1991 . Các nội dung bao gồm hầu hết các nội dung chạy (từ 100 m đến marathon), chạy vượt chướng ngại vật, đi bộ, nhảy xa, nhảy cao, nhảy ba bước và các nội dung ném tạ, ném lao, tạ, cùng tiếp sức.
Đoàn thể thao Thái Lan dẫn đầu bảng tổng sắp huy chương với 12 huy chường vàng, xếp thứ hai là đoàn Malaysia với 11 huy chương vàng.

## Bảng huy chương
| Hạng               | Đoàn               | Vàng | Bạc | Đồng | Tổng số |
| ------------------ | ------------------ | ---- | --- | ---- | ------- |
| 1                  | Thái Lan (THA)     | 12   | 8   | 9    | 29      |
| 2                  | Malaysia (MAS)     | 11   | 7   | 9    | 27      |
| 3                  | Philippines (PHI)  | 8    | 8   | 8    | 24      |
| 4                  | Indonesia (INA)    | 7    | 14  | 7    | 28      |
| 5                  | Myanmar (MYA)      | 6    | 5   | 9    | 20      |
| 6                  | Việt Nam (VIE)     | 0    | 1   | 1    | 2       |
| 7                  | Brunei (BRU)       | 0    | 1   | 0    | 1       |
| 8                  | Singapore (SIN)    | 0    | 0   | 1    | 1       |
| Tổng số (8 đơn vị) | Tổng số (8 đơn vị) | 44   | 44  | 44   | 132     |

## Tóm tắt kết quả

### Nam
| Nội dung                     | Vàng                    | Vàng         | Bạc                     | Bạc       | Đồng                     | Đồng      |
| ---------------------------- | ----------------------- | ------------ | ----------------------- | --------- | ------------------------ | --------- |
| 100 m                        | Mardi Lestari           | 10.44        | Visut Watanasin         | 10.59     | Abdul Rahman Koyakutty   | 10.74     |
| 200 m                        | Seaksarn Boonrat        | 20.94 CR     | Wongsupgaroen Watchara  | 21.04     | Kyaw Htoo Aung           | 21.36     |
| 400 m                        | Aktawat Sakoolchan      | 46.37        | Isidro del Prado        | 46.98     | Anucha Satirangsimon     | 47.06     |
| 800 m                        | Samson Vellabuoy        | 1:48.96      | Tun Win Thein           | 1:50.61   | Rama Thangavellu         | 1:50.89   |
|                              |                         |              |                         |           |                          |           |
| 1500 m                       | Rama Thangavellu        | 3:50.44      | Samuel Huwae            | 3:52.74   | Tun Wein Thein           | 3:54.10   |
| 5.000 m                      | Subeno                  | 14:12.66 CR  | Eduardus Nabunome       | 14:13.41  | Hector Begeo             | 14:35.36  |
| 10.000 m                     | Eduardus Nabunome       | 30:07.72 CR  | Osias Kamiase           | 30:09.50  | Enrico Rosin             | 31:39.79  |
| Marathon                     | Herman Suizo            | 2hr:22:52 CR | Primo Ramos             | 2hr:25:51 | Choochart Srihawong      | 2hr:26:23 |
|                              |                         |              |                         |           |                          |           |
| 110 m vượt rào               | Nur Herman Majid        | 14.15 CR     | Hamdi Jafaar            | 14.27     | Ameekpol Mongkoldech     | 14.35     |
| 400 m vượt rào               | Chanon Keanchan         | 50.94 CR     | Htay Win                | 52.07     | Hamdi Jafaar             | 52.15     |
|                              |                         |              |                         |           |                          |           |
| 3.000 m vượt chướng ngại vật | Hector Begeo            | 8:55.85 CR   | Parlautan Siregar       | 9:01.09   | Samuel Huwae             | 9:15.48   |
|                              |                         |              |                         |           |                          |           |
| 4 × 100 m tiếp sức           | Thái Lan                | 39.78        | Indonesia               | 40.27     | Malaysia                 | 40.79     |
| 4 × 400 m tiếp sức           | Thái Lan                | 3:06.74      | Malaysia                | 3:08.98   | Philippines              | 3:13.65   |
|                              |                         |              |                         |           |                          |           |
| 10 km đi bộ                  | Subramaniam Karunanithi | 44:50.39     | Tun Tin                 | 45:21.85  | Jamaluddin Lawa          | 45:47.85  |
| 20 km đi bộ                  | Tun Tin                 | 1:35.30 CR   | Subramaniam Karunanithi | 1:36.47   | Apparao                  | 1:37.59   |
|                              |                         |              |                         |           |                          |           |
| Nhảy sào                     | Edward Lasquete         | 4.80 m       | Nirmah Rampai           | 4.65      | Hadi Wacono              | 4.55      |
| Nhảy cao                     | Lou Cwee Peng           | 2.17 m CR    | Arit Chairak            | 2.13      | Phithun Hreanthong       | 2.07      |
| Nhảy xa                      | Mohammad Zaki Sadri     | 7.60 m       | Eko Subagyo             | 7.29      | Alexander Ligtas         | 7.14      |
| Nhảy ba bước                 | Mohammad Zaki Sadri     | 15.91 m      | Sidik Sahak             | 15.49     | Tangborn Thaveghalermdit | 15.44     |
|                              |                         |              |                         |           |                          |           |
| Ném búa                      | Wong Tee Kui            | 55.54 m CR   | Agustin Jarina          | 49.64     | Daniel Gianto            | 48.70     |
| Ném đĩa                      | Fidel Repizo            | 52.1 m CR    | Adul Kerdsri            | 49.04     | Hein Shwe                | 47.84     |
| Ném lao                      | Frans Mahuse            | 75.18 m      | Fredy Mahuse            | 71.14     | Mohd Yasin Imran         | 69.24     |
| Đẩy tạ                       | Bancha Supanroj         | 16.25 m      | Arjan Singh             | 15.86     | I Wayan Gunaksi          | 15.15     |
| 10 môn phối hợp              | Timotius Niken          |              | Watchara Wongsupcharden |           | Hanapiah Nasir           |           |

### Nữ
| Nội dung            | Vàng                  | Vàng        | Bạc                   | Bạc       | Đồng                      | Đồng      |
| ------------------- | --------------------- | ----------- | --------------------- | --------- | ------------------------- | --------- |
| 100 m gió: +1.3 m/s | Lydia de Vega Mercado | 11.44       | Shanti Govindasamy    | 11.63     | Elma Muros                | 11.67     |
| 200 m               | Shanti Govindasamy    | 23.92       | Lydia de Vega Mercado | 23.95     | Ratjai Sripet             | 24.15     |
| 400 m               | Noodang Pimpol        | 53.44 CR    | Reawadee Srithoa      | 53.74     | Josephine Mary Singarayar | 53.78     |
| 800 m               | Sukanya Sang-Nguen    | 2:07.11     | Ester Sumah           | 2:07.81   | Sprirat Chimrak           | 2:08.94   |
|                     |                       |             |                       |           |                           |           |
| 1.500 m             | Khin Khin Htwe        | 4:22.95     | Marietta Magno        | 4:24.97   | Marsel Ina Pupan          | 4:27.15   |
| 3.000 m             | Palaniappan Jayanthi  | 9:26.96     | Khin Khin Htwe        | 9:38.18   | Agida Amaral              | 9:41.94   |
| 10.000 m            | Khin Khin Htwe        | 35:46.44    | Suryati Marija        | 35:52.95  | Palaniappan Jayanthi      | 36:09.53  |
| Marathon            | Maria Lawalata        | 2hr:51:09   | Victoria              | 2hr:52:08 | Kay Thi Cho               | 3hr:00:23 |
|                     |                       |             |                       |           |                           |           |
| 100 m vượt rào      | Elma Muros            | 13.66 CR    | Mapsita Kemal Samat   | 14.57     | Nguyễn Thu Hằng           | 14.61     |
| 400 m vượt rào      | Reawadee Srithoa      | 56.78 CR    | Elma Muros            | 57.58     | Nene Gamo                 | 1:01.85   |
|                     |                       |             |                       |           |                           |           |
| 4 × 100 m tiếp sức  | Thái Lan              | 44.95       | Philippines           | 45.29     | Malaysia                  | 45.65     |
| 4 × 400 m tiếp sức  | Thái Lan              | 3:53.53     | Malaysia              | 3:42.08   | Philippines               | 3:44.31   |
|                     |                       |             |                       |           |                           |           |
| 5 km đi bộ          | Ma Kyin Lwan          | 24:03.79 CR | Hasiate Lawole        | 24:24.84  | Cho Cho Tet               | 25:21.57  |
| 10 km đi bộ         | Ma Kyin Lwan          | 51:45.01    | Hasiate Lawole        | 51:50.80  | Cho Cho Tet               | 53:01.10  |
|                     |                       |             |                       |           |                           |           |
| Nhảy cao            | Jaruwan Jenjudkarn    | 1.82 m CR   | Vũ Mỹ Hạnh            | 1.80      | Cherry Ann Janiva         | 1.76      |
| Nhảy xa             | Elma Muros            | 15.91 m     | Dokjarn Dokduang      | 15.49     | Soe Soe Nyen              | 15.44     |
|                     |                       |             |                       |           |                           |           |
| Ném đĩa             | Aye Aye Nwe           | 47.44 m     | Sunia Nwe             | 43.00     | Dorie Cortejo             | 41.84     |
| Ném lao             | Tati Ratnaningsih     | 50.76 m     | Erlinda Lavandia      | 46.82     | Somchitr Kotsombat        | 45.04     |
| Đẩy tạ              | Lee Chiew Ha          | 14.10 m     | Junita Paomey         | 13.82     | Aye Aye Nwe               | 12.81     |
| 7 môn phối hợp      | Nene Gamo             | 5.125 pts   | Rumini                | 5.036     | Yu Long Nyu               | 4.831     |